# Txatxalaca cap-roig
La txatxalaca cap-roja (Ortalis erythroptera) és una espècie d'ocell de la família dels cràcids (Cracidae) que habita zones boscoses, arbustives i de sabana de les terres baixes, a l'oest dels Andes, del sud de Colòmbia, Equador i nord-oest del Perú.